# Wojewódzki Sztab Wojskowy w Olsztynie
Wojewódzki Sztab Wojskowy (WSzW) w Olsztynie – terenowy organ Ministra Obrony Narodowej w sprawach operacyjno-obronnych i administracji wojskowej.
Wojewódzki Sztab Wojskowy w Olsztynie podlega pod Sztab Generalny Wojska Polskiego w Warszawie.

## Historia Wojewódzkiego Sztabu Wojskowego w Olsztynie
Początki administracji wojskowej na Warmii i Mazurach sięgają 1945 roku. Podstawą jej tworzenia był Rozkaz Szefa Sztabu Generalnego WP z dnia 21 sierpnia 1945. Wtedy to, na obszarze dawnych Prus Wschodnich, zostało sformowanych siedem Rejonowych Komend Uzupełnień w takich ośrodkach jak: Kętrzyn, Lidzbark Warmiński, Morąg, Olecko, Olsztyn, Ostróda i Pisz. Sześć lat później, Zarządzeniem Ministra Obrony Narodowej z dnia 17 grudnia 1951 roku, powołano Wojskową Komendę Wojewódzką w Olsztynie, obejmującą zasięgiem swojego działania województwo olsztyńskie i białostockie. Datę tę należy traktować jako początek narodzin obecnie funkcjonującego Wojewódzkiego Sztabu Wojskowego w Olsztynie. Nazwa "Wojewódzki Sztab Wojskowy", pojawiła się 31 stycznia 1963 roku i była konsekwencją Rozkazu Ministra Obrony Narodowej z dnia 20 listopada 1962 roku oraz Zarządzenia Szefa Sztabu Generalnego WP Nr 0143/Org. z dnia 21 listopada 1962 roku. Do 31 stycznia 1963 r. sformowano Wojewódzkie Sztaby Wojskowe dla województw: lubelskiego, białostockiego, kieleckiego, olsztyńskiego i rzeszowskiego. Po przeformowaniu, Zarządzeniem Szefa Sztabu Generalnego WP z dnia 23 czerwca 1995 roku, Wojewódzkiego Sztabu Wojskowego w Wojewódzki Sztab Wojskowy- Regionalny Sztab Wojskowy, z dniem 1 lipca 1996 r., jego zasięg terytorialny uległ rozszerzeniu i objął województwa: ciechanowskie, elbląskie, olsztyńskie i ostrołęckie.
Ramowy zakres działania określał, iż nowo powstający WSzW-RSzW spełniać będzie funkcje terytorialnego organu dowodzenia, odpowiedzialnego za koordynację przygotowań jednostek wojskowych, organów i instytucji uczestniczących w konflikcie zbrojnym w obronie obszaru regionu (województwa).
Pierwszą siedzibą Wojewódzkiego Sztabu Wojskowego w Olsztynie był budynek Prezydium Wojewódzkiej Rady Narodowej przy ul. Mikołaja Kopernika 48.
Kolejno siedzibami WSzW były:

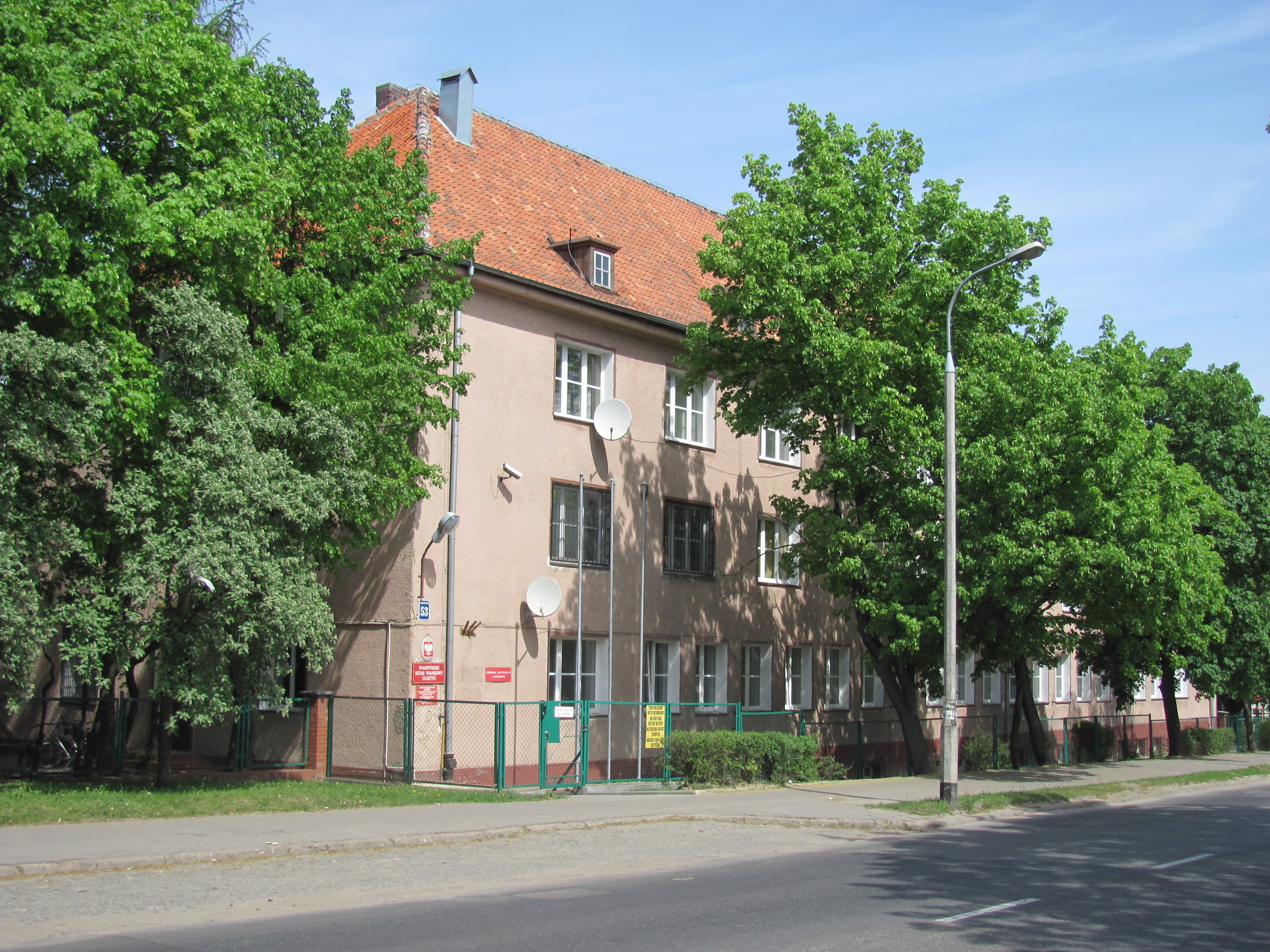
W latach 2001–2019 Siedziba WSzW w Olsztynie, obecnie Dowództwo 16 PDZ

1. 1967–1993 - Urząd Wojewódzki przy al. J.Piłsudskiego 7/9;
2. 1993–2001 - budynek Nr 1 w kompleksie koszarowym przy ul. Artyleryjskiej 1;
3. 2001–2019 - budynek Nr 1 w kompleksie wojskowym przy ul. Jagiellońskiej 53;
4. 2019 - budynek Nr 7 w kompleksie wojskowym przy ul. Saperskiej 1.
5. od 2019 budynek przy al. Warszawskiej 96

W związku z reformą podziału administracyjnego kraju, która weszła w dniu 1 stycznia 1999 r., z początkiem 1999 roku powrócono do nazwy Wojewódzki Sztab Wojskowy w Olsztynie. Realizuje on zadania określone w ustawach i przepisach wykonawczych na obszarze województwa warmińsko-mazurskiego.

## Struktura organizacyjna
1. Kierownictwo
2. Wydział Operacyjny
3. Wydział Mobilizacji i Uzupełnień
4. Pion Ochrony Informacji Niejawnych
5. Pion Prawny
6. Sekcja Kadr
7. Sekcja Łączności i Informatyki

Wojewódzkiemu Sztabowi Wojskowemu podlegają:
1. Wojskowa Komenda Uzupełnień w Elblągu – administruje na terenie powiatów: miasto na prawach powiatu i ziemski elbląski, braniewski.
2. Wojskowa Komenda Uzupełnień w Ełku – administruje na terenie powiatów: ełckiego, oleckiego, piskiego.
3. Wojskowa Komenda Uzupełnień w Giżycku – administruje na terenie powiatów: giżyckiego, gołdapskiego, mrągowskiego, węgorzewskiego.
4. Wojskowa Komenda Uzupełnień w Lidzbarku Warmińskim – administruje na terenie powiatów: lidzbarskiego, bartoszyckiego, kętrzyńskiego.
5. Wojskowa Komenda Uzupełnień w Olsztynie – administruje na terenie powiatów: miasto na prawach powiatu i ziemski olsztyński, szczycieński, nidzicki. Komendantem jest ppłk Mariusz Sztorc.
6. Wojskowa Komenda Uzupełnień w Ostródzie – administruje na terenie powiatów: ostródzki, iławski, działdowski i nowomiejski.

## Zadania Wojewódzkiego Sztabu Wojskowego w Olsztynie
1. Nadzorowanie procesu uzupełniania potrzeb mobilizacyjnych jednostek wojskowych stanem osobowym i świadczeniami, powierzonych mu do takiego zabezpieczenia w toku mobilizacyjnego rozwinięcia.
2. Wykonywanie zadań organu wyższego stopnia w stosunku do podległych wojskowych komendantów uzupełnień.
3. Współdziałanie z wojewodą w zakresie planowania i koordynacji udziału wydzielonych jednostek Sił Zbrojnych Rzeczypospolitej Polskiej w akcjach ratowniczych, przeciwdziałaniu i usuwaniu skutków katastrof i klęsk żywiołowych oraz w planowaniu przedsięwzięć z zakresu ochrony ludności województwa.
4. Promocja służby wojskowej oraz koordynowanie czynności realizowanych w ramach pozyskiwania kandydatów do wszystkich form służby wojskowej, a także gromadzenia zasobów osobowych do Narodowych Sił Rezerwowych.
5. Planowanie wykorzystywania sił układu pozamilitarnego na potrzeby obronne poprzez koordynowanie planów wykorzystania potencjału pozamilitarnych ogniw obronnych województwa do wsparcia i zabezpieczenia działań bojowych Sił Zbrojnych, uczestnictwo w realizacji przygotowań obronnych na terenie województwa oraz uczestniczenie w organizacji i prowadzeniu ćwiczeń kompleksowych z udziałem jednostek wojskowych Sił Zbrojnych RP i układem pozamilitarnym.
6. Uczestniczenie w planowaniu przestrzennego zagospodarowania, ze względu na potrzeby obronności i bezpieczeństwa państwa, w tym głównie opiniowanie projektów planów przestrzennego zagospodarowania oraz wniosków i innych dokumentów z zakresu przeznaczenia terenów, w obszarze odpowiedzialności wojewódzkiego sztabu wojskowego, ze szczególnym uwzględnieniem potrzeb Sił Zbrojnych Rzeczypospolitej Polskiej, a także w razie potrzeby zgłaszania protestów w tych sprawach.
7. Utrzymywanie współpracy z innymi organami i podmiotami w sprawach związanych z obronnością państwa, w tym z jednostkami wojskowymi, terenowymi organami administracji publicznej, organizacjami społecznymi i kombatanckimi, żołnierzami rezerwy i przedsiębiorcami, sprzyjającej wspieraniu wojska w realizacji jego zadań.
8. Współdziałanie z układem pozamilitarnym w zakresie operacyjnego wykorzystania terenu, a także systematycznie gromadzenie, analizowanie i uaktualnianie danych o zasobach materiałowych i infrastrukturze administrowanego terenu możliwej do wykorzystania na potrzeby wojsk własnych i sojuszniczych. Realizacja przedsięwzięć wynikających z funkcji "państwa gospodarza".
9. Prowadzenie postępowań wyjaśniających w sprawach odszkodowań dla żołnierzy z tytułu wypadków lub chorób pozostających w związku ze służbą wojskową.
10. Prowadzenie poradnictwa zawodowego i pośrednictwa pracy dla żołnierzy przeniesionych do rezerwy, zamieszkałych na administrowanym terenie.
11. Współpraca z jednostkami wojskowymi, organami administracji publicznej i samorządowej, organizacjami społecznymi i kombatanckimi oraz żołnierzami rezerwy w zakresie realizacji przedsięwzięć sprzyjających wzrostowi autorytetu wojska i utrzymywania więzi ze społeczeństwem.
12. Koordynacja pomocy weteranom, weteranom poszkodowanym, poszkodowanym żołnierzom i pracownikom wojska, ich rodzinom i rodzinom zmarłych żołnierzy i pracowników wojska.

## Szefowie Wojewódzkiego Sztabu Wojskowego w Olsztynie[3]
1. płk Kazimierz Poźniak (do 1963 roku)
2. gen. bryg. Jan Czarnecki (1963–1971)
3. płk dypl. Bolesław Staniszewski (1971–1977)
4. płk dypl. Henryk Święcicki (1977–1980 i 1981–1986)
5. płk dypl. Andrzej Hałat (1980)
6. gen. bryg. Zdzisław Ostrowski (1980–1981)
7. płk dypl. Jan Wiśniewski (1986)
8. płk dypl. Zygmunt Skotnicki (1986–1996)
9. gen. bryg. Józef Kuczak (1996–2000)
10. gen. bryg. Jan Szałaj (2000–2006)
11. płk dypl. Krzysztof Przychodzeń (2006–2010)
12. płk dypl. Mirosław Wołkowicz (2010–2011)
13. płk dypl. Andrzej Szczołek (2011–2016)
14. płk Tomasz Ciechacki (od 2016)